# Rubén Darío
Œuvres principales
- Azul (« Bleu »), 1888
- Prosas profanas (« Proses profanes »), 1896
- Cantos de Vida y Esperanza (« Chants de vie et d'espérance »), 1905

Félix Rubén García Sarmiento, plus connu sous le nom de Rubén Darío, né le 18 janvier 1867 à Metapa (aujourd'hui Ciudad Darío) et mort le 6 février 1916  à León, est un poète nicaraguayen. Il est le fondateur du mouvement littéraire moderniste dans la langue hispano-américaine. Le « Modernisme » débuta d'une façon définitive par la publication au Chili, en 1888, d'Azul, de Rubén Darío. Les publications postérieures de celui-ci lui valurent d'être reconnu comme le chef incontestable du nouveau mouvement. Les plus remarquables de ses œuvres sont Azul (« Bleu », en 1888 à Valparaíso, Chili), Prosas profanas (« Proses profanes », en 1896 à Buenos Aires, Argentine) et Cantos de Vida y Esperanza (« Chants de vie et d'espérance », en 1905 à Madrid, Espagne).

## Biographie

### Jeunesse
Il naît à Metapa, mais un mois après sa naissance sa famille déménage à Léon où il passe son enfance. Le poète explique dans son autobiographie l'origine du nom Darío, qu'on lui a donné et qu'il a gardé. Le prénom Darío, d'un de ses trisaïeuls, avait été pris par la suite comme nom de famille. Le père du poète, dont le nom légal était García, dirigeait ses affaires sous le nom de Manuel Darío.
Les parents de Darío étaient cousins et avaient fait un mariage de convenance ; les familles n'ayant pas consulté l'inclination des jeunes gens. Il n'est donc pas surprenant qu'ils se soient séparés – un mois avant la naissance de leur fils. Le père retourna à León, où il était voyageur de commerce, et la mère, quelques mois après, alla habiter avec l'enfant le village de San Marcos de Colón, dans les montagnes de Honduras, près de la frontière de Nicaragua. Elle y demeura assez peu de temps, car le poète nous dit n'avoir gardé qu'un très vague souvenir de sa mère.
Tout jeune, le futur poète donna des signes d'une intelligence précoce. Il savait lire à l'âge de trois ans. Il apprit presque tout seul, car ses premiers maîtres, à l'école publique qu'il fréquentait, étaient peu compétents. Il assista, plus tard, aux cours d'une école que les Jésuites tenaient dans l'église dite de « la Recolección ». À propos de ses études chez les Jésuites, il nous apprend que les élèves connaissaient leurs classiques (évidemment les classiques espagnols), un peu de latin et de grec. Il fut élève de l' « Instituto de Occidente » (l'Institut d'Occident) à León, où il eut comme maître de littérature M. José Léonard, écrivain polonais distingué, qui l'encouragea à la poésie. Nous ne savons malheureusement pas à quelles études de langues étrangères il s'adonna à l'école, mais il est certain que très jeune il savait lire et même écrire le français. Nous pouvons dire cependant que l'instruction reçue par le poète fut assez élémentaire et qu'il acquit sa haute culture, grâce aux lectures prodigieuses qu'il fit plus tard en plusieurs langues, notamment l'espagnol, le français et l'anglais.
Sur ses lectures d'enfant, nous avons des renseignements fort intéressants. Les premiers livres qui le captivèrent et qu'il découvrit un jour au fond d'une vieille armoire étaient Don Quichotte, les œuvres de Moratín, Les Mille et Une Nuits, la Bible, le De Officiis de Cicéron, la Corinne de  Madame de Staël, un tome de comédies classiques espagnoles et un roman terrifiant qui s'appelait La Caverne de Strozzi (Jean-Joseph Regnault-Warin, 1798).
À l'âge de 12 ans Darío publia ses premiers poèmes : La Fé, Una Lágrima et El Desengaño.
C'est à l'âge de treize ans que commença sa véritable culture. Vers cette date, grâce à l'influence de ses amis, on lui donna un poste à la Bibliothèque Nationale à Managua. Là, il passa des mois à des lectures sérieuses. Il lut tous les ouvrages espagnols qu'il put trouver. Ses auteurs espagnols favoris étaient Luis de Góngora et Gonzalo de Berceo. C'est là aussi qu'il acquit une connaissance profonde des mythologies grecque et latine, dont on sent la grande influence dans les poèmes qu'il écrivit plus tard. Pendant cette période, il lut aussi pour la première fois plusieurs auteurs français, notamment Victor Hugo et Théophile Gautier. Son ancien chef à la bibliothèque nous dit qu'il avait même fait des traductions de Gautier et les avait publiées dans un journal de Managua appelé El Ferrocarril (le chemin de fer).
Dès l'âge de dix ans, il écrivait des vers par goût. À treize ans, il avait une renommée locale qui lui valut d'être présenté au Président de la République et lui attira la protection de beaucoup d'amis influents. Lorsqu'il se présenta devant le président Joaquín Zavala, après lui avoir présenté un poème très critique à l'égard de sa patrie et de la religion de celle-ci, Rubén demanda au Président s'il pouvait aller étudier en Europe. Le président lui fit alors cette réponse : « Mon fils, si tu écris maintenant comme cela sur la religion de tes parents et de ta patrie, qu'est-ce que ça deviendra si tu vas en Europe apprendre des choses pires ? »
De douze à quatorze ans, il écrivit un nombre considérable de poèmes qui ne sont pas sans valeur, et en 1885, à l'âge de dix-huit ans, il publia son premier recueil de vers, Primeras notas (Premières Notes), connues aussi sous le nom d’Epístolas y poemas (Épîtres et poèmes).
Dans le long poème Victor Hugo y la tumba (Victor Hugo et la tombe), publié dans Primeras notas, nous pouvons retrouver assez facilement les poésies du maître français qui l'ont le plus intéressé. Nous trouvons dans Victor Hugo y la tumba, la première tentative de Darío pour adapter à la poésie espagnole l'alexandrin ternaire. Elle indique que déjà à cette époque le futur poète était préoccupé par les questions de versification qui lui ont apporté tant de renommée après la publication de Prosas profanas (Proses profanes) et de Cantos de vida y esperanza (Chants de vie et d'espérance).
En 1886, à l'âge de dix-neuf ans, le jeune poète quitta l'Amérique centrale pour se rendre au Chili. Il entra dans les bureaux de La Época (L'Époque), le journal le plus important de la ville de Santiago. Avec ses nouvelles occupations, commencèrent les années de sa vie plus décisives dans la formation de son génie. Sa renommée dans sa patrie et même dans toute l'Amérique centrale était alors extraordinaire, étant donné qu'il n'avait que dix-neuf ans.

### Voyage au Chili et influence de la littérature française
L'influence française, subie par le poète dès son arrivée à Santiago, provenait des sources multiples. Elle s'exerça sur lui, non seulement par les livres qu'il lut en nombre considérable, mais aussi par les décors luxueux des salons où il lisait et travaillait et par les conversations quotidiennes de ses amis et de ses collègues, auxquelles il se mêlait.
Nous avons vu qu'avant de quitter l'Amérique centrale, il avait lu quelques auteurs français, surtout Hugo et Gautier. Tout indique que, jusqu'à son arrivée au Chili, il savait peu de chose sur les mouvements littéraires français contemporains. Les salons de La Época, les colonnes du journal même et les bibliothèques privées de plusieurs bons amis lui offraient chaque jour des occasions excellentes de se familiariser avec les plus récents courants de la vie intellectuelle française : Goncourt, Baudelaire, Leconte de Lisle, Catulle Mendès, Taine, Barbey d'Aurevilly, Émile Zola, Gustave Flaubert, Honoré de Balzac, Daudet, etc.
Pendant les deux années qu'il a passées au Chili (1886-1888), le poète a fait paraître dans les journaux beaucoup d'articles, de contes et de poèmes, dont les plus importants ont été réunis et publiés en volume en 1888, sous le nom d'Azul, le premier recueil de Darío qui lui valut sa réputation internationale.
Les poètes espagnols de cette période n'avaient rien de nouveau à offrir, puisqu'ils imitaient simplement les écoles du XIXe siècle et de l'âge d'or espagnol. Darío, en publiant un volume fondé sur des modèles étrangers et dont les sujets étaient exotiques, accomplit un acte tout à fait révolutionnaire. Sa méthode d'assimilation au contact des influences françaises fut très originale. Il avait bien lu un nombre considérable de livres français contemporains, mais on ne peut guère dire que le recueil d'Azul soit une œuvre d'imitation.
Ainsi Juan Valera (écrivain, poète, dramaturge et critique littéraire espagnol du XIXe siècle), écrit-il dans Azul, Prologue, p. XI :
«  Après avoir lu les cent trente-deux pages d'Azul, la première chose qu'on ressent, c'est que vous êtes pénétré de la littérature française la plus brillante. Vous connaissez et vous avez mieux compris que personne Hugo, Lamartine, Musset, Baudelaire, Leconte de Lisle, Gautier, Bourget, Sully-Prudhomme, Daudet, Zola, Barbey d'Aurevilly, Catulle Mendès, Rollinat, Goncourt, Flaubert, et tous les autres poètes et romanciers. Et vous n'imitez personne ; vous n'êtes ni romantique, ni naturaliste, ni névrosé, ni décadent, ni symboliste, ni parnassien. Vous avez mûri toute cette littérature et avec l'alambic de votre cerveau vous en avez tiré une rare quintessence.  »

### Voyages en tant que journaliste et diplomate
En 1889, à l'âge de vingt-deux ans, il fut nommé correspondant du grand journal quotidien La Nación (La Nation) de Buenos Aires, Argentine. Il garda cette situation jusqu'à sa mort. Il fit parvenir sa première correspondance à La Nación le 3 février 1889.
En 1889, ou au début de 1890, le Président de la République du Salvador le nomma directeur d'un journal politique quotidien de la capitale qui s'appelait La Unión (L'Union). Il remplit ces fonctions jusqu'au mois de juin 1890. Le 22 de ce même mois, le poète (âgé de 24 ans) épousa la señorita Rafaela Contreras (21 ans), jeune fille d'une famille assez distinguée. Avant de se marier avec Darío, elle avait acquis une certaine réputation littéraire sous le nom de Stella. C'est d'elle qu'il parle à plusieurs reprises dans ses œuvres et toujours avec la plus tendre affection. Elle est morte en 1892, quelques mois après la naissance de leur fils, Rubén Darío Contreras.
Pendant le reste de son séjour en Amérique Centrale, Darío devint le correspondant de plusieurs journaux assez importants.
Puis il quitta son dernier poste et on le retrouve peu après en Espagne où il fut envoyé comme délégué du Nicaragua au centenaire de Christophe Colomb, qui allait être célébré à Madrid au mois d'octobre. Là, il fit la connaissance de beaucoup d'hommes de lettres espagnols : Menéndez y Pelayo, Gaspar Núñez de Arce, Juan Valera, Ramón de Campoamor et José Zorrilla.
À son retour d'Espagne en novembre 1892, Darío resta quelque temps à Cuba où il fit la connaissance de Julián del Casal, un des principaux poètes précurseurs du Modernisme. Continuant son voyage il s'arrêta en Colombie. Là le docteur Rafael Núñez, ex-président de cette république, lui promit de le faire nommer consul de Colombie à Buenos Aires.
Arrivé à León, au Nicaragua, il apprit que sa femme était morte pendant son séjour en Espagne. Il en fut désespéré, car il l'aimait tendrement et sentit qu'elle avait été son unique soutien moral. Égaré par la douleur, il s'adonna à la boisson, l'ivresse lui faisant oublier son chagrin. Une nuit, comme il était encore sous l'influence de l'alcool, quelques camarades lui jouèrent un tour qui eut sur lui une influence funeste pendant de longues années. Ils se présentèrent chez lui avec une amie, qu'il avait connue pendant sa jeunesse, Rosario Murillo. Ils le persuadèrent de l'épouser et le mariage eut lieu. Le lendemain Darío ne s'en souvenait plus. À plusieurs reprises il chercha à obtenir le divorce mais sa femme le refusa toujours. Cette union malheureuse empêcha le poète pendant vingt ans de former un foyer. Pendant les dernières années de sa vie, en Espagne, il contracta une troisième alliance, avec Francisca Sánchez del Pozo, qui lui donna son fils cadet, Rubén Darío Sánchez.
En 1893, quelques mois après son funeste mariage avec Rosario Murillo, lorsque le poète avait vingt-six ans, le Président Caro, de Colombie, le nomma consul à Buenos Aires, ainsi qu'on le lui avait promis. Comme le voyage était plus commode par les grandes lignes de navigation, il se rendit d'abord à New York (où il fait la connaissance du poète cubain José Martí), et de là à Paris. Il réalisait ainsi le rêve le plus cher de sa vie, celui de visiter la ville de ses rêves et d'avoir l'occasion de rencontrer quelques-uns des poètes qui l'avaient inspiré au Chili. Comme il l'avait tant désiré, il fit la connaissance de Paul Verlaine, de Jean Moréas, de Maurice Du Plessys, et d'autres poètes, surtout ceux de l'école symboliste, qui était à ce moment-là dans toute sa gloire. Il eut quelques désillusions, nous dit-il. Verlaine était ivre et il ne tira que peu de satisfactions du rendez-vous qu'il eut avec lui.
De Paris, où ce premier séjour fut très court, il partit pour Buenos Aires. Il resta attaché à cette ville pour le reste de sa vie. Il nous dit y avoir trouvé une atmosphère très favorable au développement de son génie.
Quand il arriva à Buenos Aires, il avait fait déjà deux voyages en Europe, il avait vu les grandes collections artistiques de Madrid et de Paris, et avait fait la connaissance des plus grands hommes de lettres d'Espagne et de France.
Il est incontestable que c'est pendant cette période de sa vie qu'il a produit les plus remarquables de ses œuvres. Peu après son arrivée, en 1893, il publia Los Raros (Les Rares), recueil d'articles de critique littéraire qui avait paru dans La Nación et par lesquels il avait révélé à la jeunesse de la capitale argentine la nouvelle génération de poètes français. Il a aussi publié en 1896 son second volume important, Prosas profanas (Proses profanes), contenant des poèmes qui avaient d'abord paru dans le grand journal. C'est dans Prosas profanas qu'on trouve les premières grandes innovations techniques qui lui ont valu tant de renommée.
Dès cette époque nous trouvons le poète presque continuellement en voyage, soit comme reporter de son journal, soit s'employant à une des nombreuses missions diplomatiques qui l'ont tellement occupé durant la dernière partie de sa vie. Pendant la période où il composait Prosas profanas, Cantos de vida y esperanza (Chants de vie et d'espérance) et les œuvres postérieures il fut donc continuellement en contact personnel et direct, avec les hommes de lettres les plus en vue de son temps. Cela est surtout vrai de ses relations avec les poètes français de l'école symboliste, car il a habité alors Paris beaucoup plus que Buenos Aires ou que n'importe quelle autre ville. Il n'y a sans doute jamais eu de grand poète qui ait été aussi complètement cosmopolite que Rubén Darío. Parmi les auteurs qu'il connaissait  à Paris on peut nommer : Jean Moréas, Remy de Gourmont, Maurice Du Plessys, Paul Adam, Laurent Tailhade, Hugues Rebell, Paul Fort, Charles Morice.
À la fin de la guerre hispano-américaine (« désastre de 98 ») en 1898, La Nación envoya Darío en Espagne pour écrire une série d'articles sur les conditions d´après-guerre dans ce pays. Ces articles ont été publiés en 1901 sous le titre España contemporánea (L'Espagne contemporaine).
L'année d'après, à l'occasion de l'avènement du pape Léon XIII, il fit un voyage en Italie et les articles qu'il écrivit furent réunis sous le nom de Peregrinaciones (Pèlerinages). Ses observations sur l'Exposition universelle de Paris en 1900, lorsqu'il a trente-trois ans, et celles qu'il fit au cours de voyages au Royaume-Uni, en Italie, en Allemagne, en Belgique et en Autriche-Hongrie comme correspondant de La Nación lui permirent de rédiger toute une série d'articles dont il composa plus tard d'importants volumes en prose : La caravana pasa (La caravane passe), Tierras solares (Terres solaires), Opiniones (Opinions) et bien d'autres.

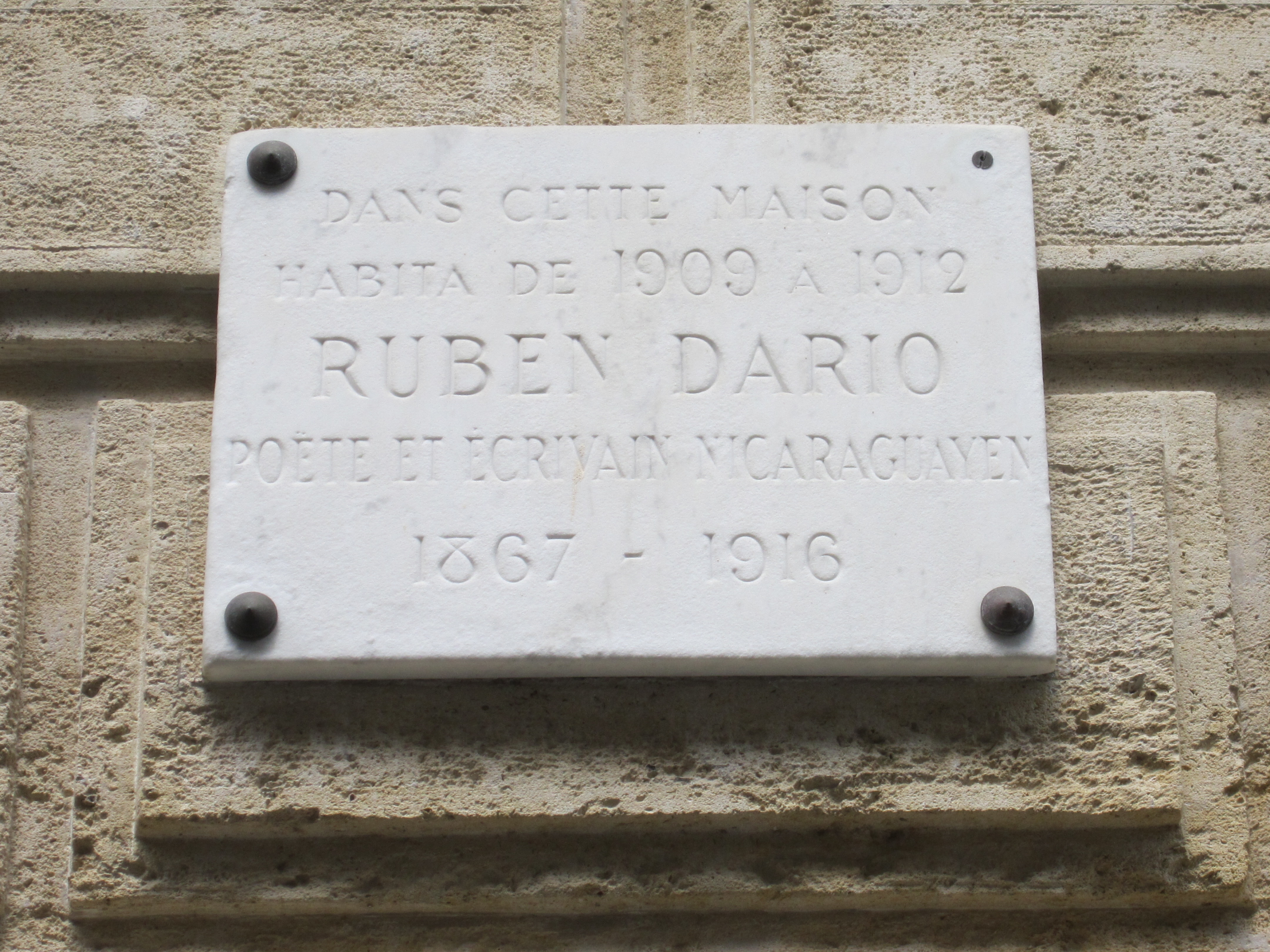
no 4, rue Caroline-et-William-Herschel (6e arrondissement de Paris). Dans cette maison habita Rubén Darío de 1909 à 1912.

En 1905, à l'âge de trente-huit ans, il publia son troisième grand recueil de vers, Cantos de vida y esperanza (Chants de vie et d'espérance). Dans ce dernier volume il continue les expériences techniques qui lui avaient fait tant de réputation dans Prosas profanas, mais on y trouve des notes nouvelles. Un grand nombre des poèmes des Cantos de vida y esperanza sont animés par un souffle ardent de patriotisme et d'orgueil de race qu'il n'avait pas encore révélé. De l'orgueil personnel si évident dans ses premiers recueils, il ne reste guère de trace ; il se montre humble, déprimé, croyant, honteux de la vie déréglée de sa jeunesse. Les nouveaux éléments que nous avons signalés dans ce dernier recueil de Rubén Darío l'identifient avec un nouveau mouvement, le Mondonovisme, plutôt qu'avec l'école moderniste. Les poètes de cette école, tout en conservant les procédés techniques de la précédente, se différencient essentiellement par les sujets traités. Leurs écrits parlent surtout d'actualités, font ressortir la solidarité persistante de la race latine, sentiment réveillé par la guerre hispano-américaine et exaspéré par la défaite espagnole. C'est évidemment s'éloigner beaucoup des sujets artistiques qui ont caractérisé le Modernisme.

### Fin de vie
Les dernières années du poète furent très tristes. À partir de 1911, sa santé s'affaiblit de plus en plus. Il alla passer quelques mois à Majorque, aux Îles Baléares, espérant que le repos et le changement de climat le rétabliraient. Il était trop tard. À New York, où il était allé pour faire une série de conférences, il eut une pneumonie dont il ne se remit jamais complètement. Sachant que la mort était proche et voulant mourir dans son pays natal, il partit pour le Nicaragua. Il mourut à León le 6 février 1916 à l'âge de quarante-neuf ans.
La nouvelle de sa mort causa de profonds regrets dans les milieux littéraires espagnols. De nombreux journaux et revues, comme Nosotros de Buenos Aires et El Mundial de Mexico, consacrèrent des numéros spéciaux à sa mémoire. En Espagne on publia le mois même de sa mort un important recueil comprenant des articles personnels et critiques de tous les principaux écrivains de la Péninsule. Au cours des années suivantes on a fait de grands travaux de recherche, en particulier sur les phases techniques de son œuvre, qui lui ont valu d'être reconnu comme le plus grand poète lyrique espagnol de son siècle. Beaucoup de critiques sérieux le considèrent même comme le plus grand poète lyrique qui ait jamais écrit en espagnol.

## Œuvres
Darío est considéré comme l'un des pères du Modernisme. Il participa à de nombreux mouvements littéraires au Chili, en Espagne, en Argentine et au Nicaragua. Le mouvement moderniste auquel il appartient est un mélange de trois mouvements européens : le romantisme, le symbolisme et le Parnasse. Ces idées expriment la passion, l'art visuel, l'harmonie et les rythmes comme la musique.
Darío fut un génie de ce mouvement. Son style allie des rimes sonores et des rythmes savants. Dans son poème Canción de Otoño en Primavera, le poète exprime ses passions et ses émotions fortes. Il influença de nombreux poètes qui commencèrent à utiliser son style dans une forme très élégante et soignée, tentant de faire de la poésie une musique.
On a eu tendance à diviser l'œuvre de Darío en deux parties, l'une européenne et artificielle et l'autre hispanique et alors plus authentique. Ce n'est pas aussi radical et chez lui, évasion et retour (comme on le voit dans sa biographie), évasion et profondeur se complètent plutôt qu'elles ne s'opposent.

### Poésie
- Primeras notas, [Epístolas y poemas, 1885]. (Premières notes ou Épîtres et poèmes) Managua: Tipografía Nacional, 1888.
- Abrojos. Santiago de Chile: Imprenta Cervantes, 1887.
- Rimas. (Rimes) Santiago de Chile: Imprenta Cervantes, 1887.
- Azul... (Bleu). Valparaíso: Imprenta Litografía Excelsior, 1888. Segunda edición, ampliada: Guatemala: Imprenta de La Unión, 1890. Tercera edición: Buenos Aires, 1905.
- Canto épico a las glorias de Chile (Chant épique aux gloires du Chili). Editor MC0031334: Santiago de Chile, 1887.45
- Prosas profanas y otros poemas. (Proses profanes et d'autres poèmes). Buenos Aires, 1896. Segunda edición, ampliada: París, 1901.
- Cantos de vida y esperanza. Los cisnes y otros poemas. (Chants de vie et d'espérance. Les cygnes et d'autres poèmes).Madrid, Tipografía de Revistas de Archivos y Bibliotecas, 1905.
- Oda a Mitre. (Ode à Mitre). París: Imprimerie A. Eymeoud, 1906.
- El canto errante. (Chant errant). Madrid, Tipografía de Archivos, 1907.
- Poema del otoño y otros poemas. (Poème de l'automne et d'autres poèmes). Madrid: Biblioteca Ateneo, 1910.
- Canto a la Argentina y otros poemas. (Chant à l'Argentine et d'autres poèmes). Madrid, Imprenta Clásica Española, 1914.
- Lira póstuma. (Lyre posthume). Madrid, 1919.

### Prose
- Los Raros. (les Rares). Buenos Aires: Talleres de La Vasconia, 1906. Segunda edición, aumentada: Madrid: Maucci, 1905.
- España contemporánea. (l'Espagne contemporaine). París: Librería de la Vda. de Ch. Bouret, 1901.
- Peregrinaciones. (Pèlerinages). París. Librería de la Vda. de Ch. Bouret, 1901.
- La caravana pasa. (la Caravane passe). París: Hermanos Garnier, 1902.
- Tierras solares. (Terres solaires). Madrid: Tipografía de la Revista de Archivos, 1904.
- Opiniones. (Opinions). Madrid: Librería de Fernando Fe, 1906.
- El viaje a Nicaragua e Intermezzo tropical. (Le voyage au Nicaragua et intermezzo tropical). Madrid: Biblioteca Ateneo, 1909.
- Letras (Lettres). (1911).
- Todo al vuelo. (Tout au vol). Madrid: Juan Pueyo, 1912.
- La vida de Rubén Darío escrita por él mismo. (la Vie de Rubén Darío écrite par lui-même). Barcelona: Maucci, 1913.
- La isla de oro. (l'Île d'or). (1915) (inconclusa).
- Historia de mis libros. (Histoire de mes livres). Madrid, Librería de G. Pueyo, 1916.
- Prosa dispersa. (Prose disperse). Madrid, Mundo Latino, 1919.

### Œuvres complètes
- Obras completas. Prólogo de Alberto Ghiraldo. Madrid: Mundo Latino, 1917-1919 (22 volúmenes).
- Obras completas. Edición de Alberto Ghiraldo y Andrés González Blanco. Madrid: Biblioteca Rubén Darío, 1923-1929 (22 volúmenes).
- Obras poéticas completas. Madrid: Aguilar, 1932.
- Obras completas. Edición de M. Sanmiguel Raimúndez y Emilio Gascó Contell. Madrid: Afrodisio Aguado, 1950-1953 (5 volúmenes).
- Poesías. Edición de Ernesto Mejía Sánchez. Estudio preliminar de Enrique Ardenson Imbert. México: Fondo de Cultura Económica, 1952.
- Poesías completas. Edición de Alfonso Méndez Plancarte. Madrid: Aguilar, 1952. Edición revisada, por Antonio Oliver Belmás, en 1957.
- Obras completas. Madrid: Aguilar, 1971 (2 volúmenes).
- Poesía. Edición de Ernesto Mejía Sánchez. Caracas: Biblioteca Ayacucho, 1977.
- Obras completas. Madrid: Aguilar, 2003. (A pesar del título, solo contiene sus obras en verso. Reproduce la edición de Poesías completas de 1957).
- Obras completas. Edición de Julio Ortega con la colaboración de Nicanor Vélez. Barcelona: Galaxia Gutenberg, 2007-  (ISBN 978-84-8109-704-7). Está prevista la publicación de tres volúmenes (I Poesía; II Crónicas; III Cuentos, crítica literaria y prosa varia), de los que solo el primero ha aparecido hasta el momento.

### Traductions en français
- Pages choisies, traduit par Marius André. G.-Jean Aubry, Alfred de Bengoechea, Jean Cassou, Max Daireaux. Georges Hérelle, Paris, F. Alcan, coll. « Bibliothèque France-Amérique », 1918, 148 p. (BNF 31994867)
- Rubén Dario, choix de textes et traduction par René L. F. Durand, Paris, Seghers, coll. « Poètes d'aujourd'hui » no 139, 1966, 192 p. (BNF 32989247)
- Azul : Valparaíso 1888, Guatemala 1890, traduit par Gérard de Cortanze, Paris, Éditions de la Différence, coll. « Latitudes », 1991, 190 p.  (ISBN 2-7291-0630-8)
- Véronica, et autres contes fantastiques, traduit par Serge Mestre, Toulouse, Éditions Ombres, coll. « Petite bibliothèque Ombres » no 72, 1996, 89 p.  (ISBN 2-84142-036-1)
- Chants errants, traduit par Frédéric Magne, Paris, Éditions la Délirante, 1998, 41 p.  (ISBN 2-85745-031-1)
- Le Roi bourgeois : conte joyeux ; suivi de L'Oiseau bleu : conte, (contes extraits du recueil Azul), traduit par Magali Homps, Lyon, Éditions l'Atelier du Tilde, coll. « Les petits plis de l'Atelier », 2011  (ISBN 979-10-90127-01-2) ; réédition uniquement de Le Roi bourgeois, Lyon, Édition l'Atelier du Tilde, 2012, 25 p.  (ISBN 979-10-90127-21-0)
- Azul, suivi d’un choix de textes, traduit de l’espagnol (Nicaragua) par Jean-Luc Lacarrière, Paris, José Corti, coll. « Ibériques », 2012, 340 p.  (ISBN 978-2-7143-1083-5)
- Chants de vie et d'espérance, traduit par Lionel Igersheim, Paris, éditions Sillage, 2012, 123 p.  (ISBN 978-2-916266-93-0)
- Parcours poétique (1880-1916), traduit de l'espagnol (Nicaragua) et présenté par Jean-Luc Lacarrière, Paris, Éditions de la Différence, coll. « Orphée », 2012  (ISBN 978-2-7291-2004-7)